# カール・グロース
カール グロース（Karl Groos、1861年12月10日、ハイデルベルク - 1946年3月27日、チューリンゲン）は、ドイツの哲学者、心理学者で、遊び（シュピール）の進化論的道具論的理論を提唱した。1896年に出版された『動物の遊び』では、遊びがその後の人生の準備になることを示唆した。
グロースは、バーゼル、ギーセンで、1911年から1929年にかけてテュービンゲンで哲学の正教授を務めた。
彼の主な考えは、遊びは基本的に有用であり、したがって自然淘汰による進化の正常な過程によって説明できるというものであった。動物が「遊ぶ」ときは、生存のために戦いなどの基本的な本能を実践しているのである。この洞察にもかかわらず、グロースの研究は今日ほとんど読まれておらず、遊びと美学との関連は「見当違い」と言われてきた。また、統計分析を含む文学の心理学も研究領域としていた。
彼に関わる研究者には、ドイツの哲学者Willy Moog（1888-1935）がいる（ゲーテに関する博士号を1909年にギーセンでカール・グロースによって指導されて取得）。

## 著作
- 1892年：『美学入門』Einleitung in die Ästhetik
- 1896年：『動物のゲーム』Die Spiele der Tiere、J. Mark Baldwinによる英訳版、The Play of Animals (New York 1898) (3rd German ed. 1930)
- 1899年：『人間の遊び』Die Spiele der MenschenJ. Mark Baldwinによる英訳版：The Play of Man(New York 1901) (many editions)
- 1902年：『美的快楽』Des Seelenleben des Kindes
- 1904: 『子供の精神生活』Des Seelenleben des Kindes
- 1909: 『魂の解放』Befreiungen der Seele
- 1910年：『シラーの詩における音響現象』Die akustischen Phänomene in der Lyrik Schillers
- 1920年：『ビスマルクの自画像』Bismarck im eigenen Urteil
- 1922年：『遊び』Das Spiel

## References
1. ↑  Lorenz, Konrad 1970. Studies in animal and human behaviour. vol 1, Methuen, London, p91.
2. ↑  Fagan, Robert 1981. Animal play behavior. Oxford University Press, p4. ISBN 0-19-502761-2